# トビアス・ワデ
トビアス・ワデ（Tobías Wade、1999年8月6日 - ）は、アルゼンチンのラグビー選手。

## プロフィール
- アルゼンチン・ブエノスアイレス出身[1]。
- ポジションはフルバック(FB)。
- 身長 183cm、体重 82kg

## 略歴
2024年、パリ五輪の7人制アルゼンチン代表に選ばれた。